# Суходолово
Суходолово — деревня в Бабушкинском районе Вологодской области.
Входит в состав Подболотное сельское поселение, с точки зрения административно-территориального деления — в Подболотный сельсовет.
Расстояние по автодороге до районного центра села имени Бабушкина — 117,5 км, до центра муниципального образования Кокшарки — 7,5 км. Ближайшие населённые пункты — Суздалиха, Безгачиха, Сосновка.
По данным переписи в 2002 году постоянного населения не было.